# François Weber
Pour les articles homonymes, voir Weber.
François Weber (né le 21 décembre 1898 à Luxembourg-Ville au Luxembourg, et mort le 27 janvier 1961) est un joueur de football international luxembourgeois, qui évoluait au poste de milieu de terrain.

## Biographie

### Carrière en sélection
Avec l'équipe du Luxembourg, il reçoit 6 sélections entre 1926 et 1930. Il joue son premier match en équipe nationale le 14 février 1926 contre la Belgique et son dernier le 13 avril 1930 contre la France.
Il figure dans le groupe des sélectionnés lors des JO de 1924 et de 1928. Il joue un match face à la Belgique lors du tournoi olympique de 1928.

## Palmarès
- Champion du Luxembourg en 1925, 1928 et 1929 avec le Spora Luxembourg
- Vainqueur de la Coupe du Luxembourg en 1928 avec le Spora Luxembourg